# Brug 85

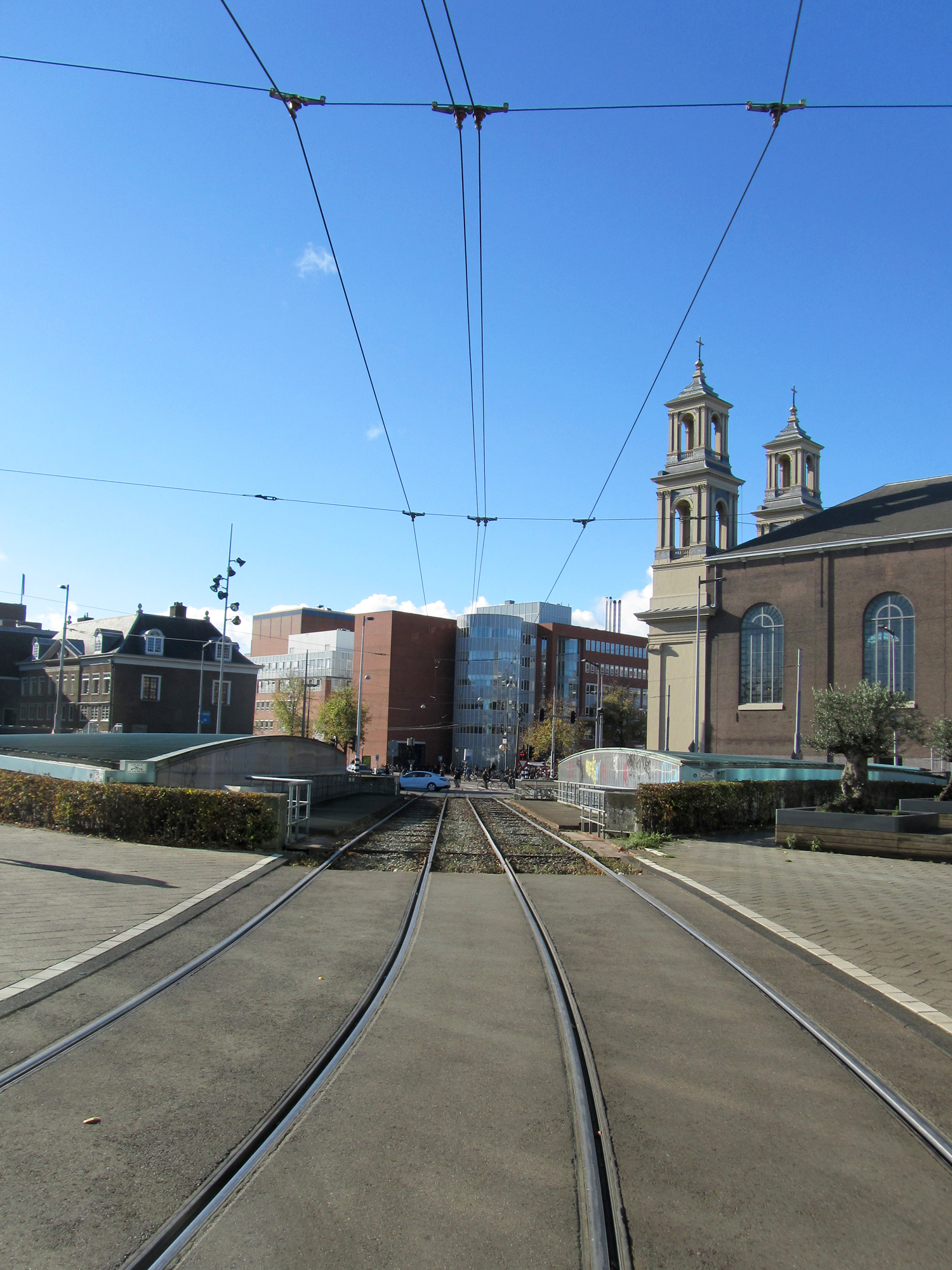
De trambrug

Brug 85 is de aanduiding van twee bruggen in Amsterdam-Centrum.

## Moderne geschiedenis

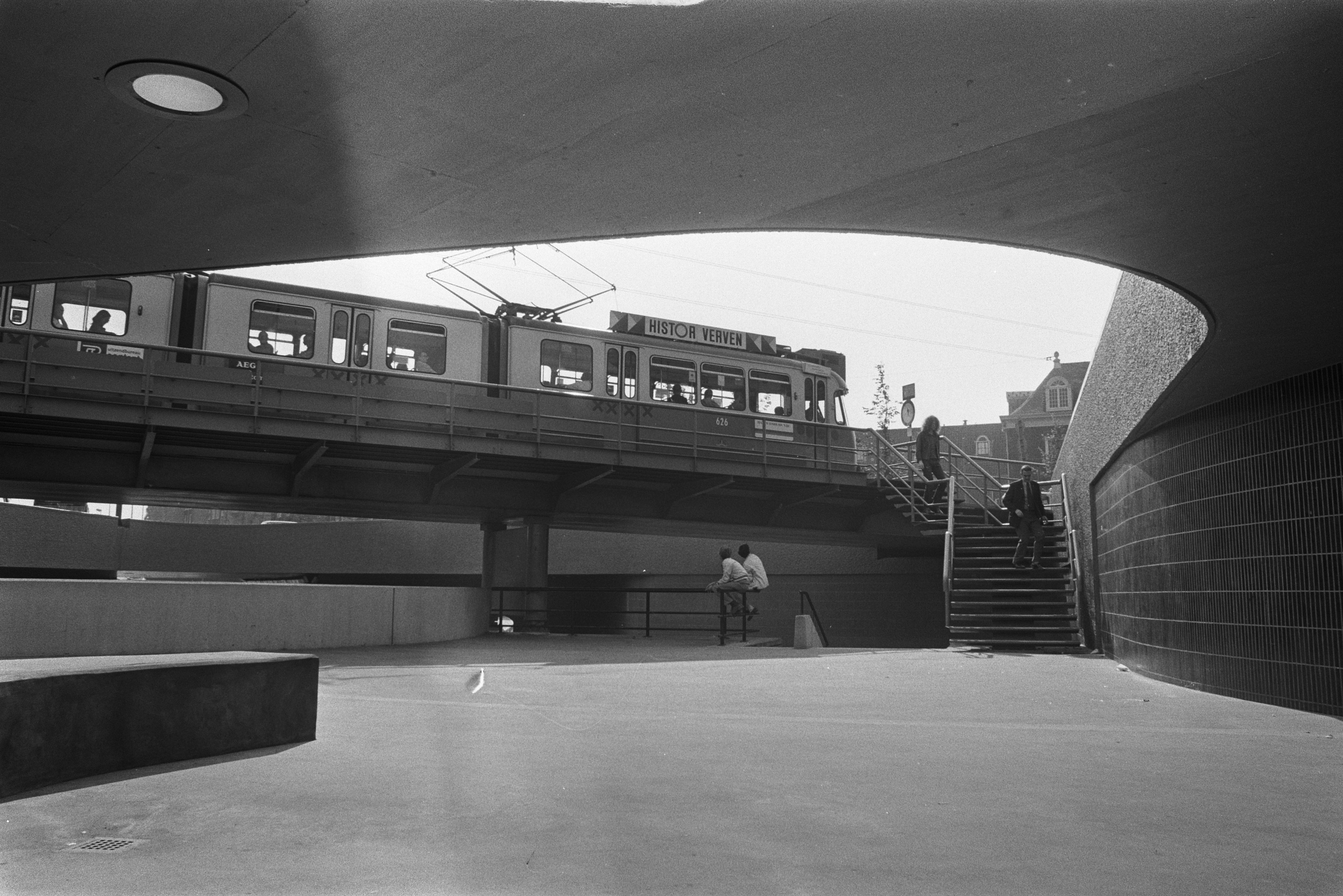
Trambrug in 1971

Brug 85 staat voor een stalen trambrug die op het Mr. Visserplein ligt. Daar lag een verkeerstunnel om het wegverkeer tussen de Weesperstraat en de Valkenburgerstraat en  IJtunnel vlotter te laten doorstromen. Om tramlijn 9 (en sinds 1982 tramlijn 14) niet over het gehele plein te hoeven laten rijden, werd in september 1969 een trambrug neergelegd, in dit geval dus een tramviaduct. De onderdoorgang van brug 158 maakte de halte vanaf vijf tunnelingangen bereikbaar. De trambrug werd per schip naar Amsterdam vervoerd, met behulp van een drijvende bok op een trailer gelegd en vervolgens op haar plaats gehesen. Tijdens de plaatsing werd de verkeerstunnel brug 157 afgesloten. De brug alleen zou 34 ton wegen. 
In 1970 verscheen een tramhalte op de brug verbonden met trappen naar de onderdoorgang die, alhoewel verplicht, in de praktijk door de trampassagiers nauwelijks gebruikt werd vooral omdat men steeds trap op en af moest en men de lugubere tunnel als het even kon wilde mijden. Passagiers staken daarom massaal via de rijweg over, wat door het ontbreken van een zebrapad gevaarlijk was. In 1985 werden de tramhaltes dan ook verplaatst naar de Muiderstraat. Beide onderliggende tunnels werden een steeds grotere ergernis en een sta-in-de-weg, ze werd in 1996 gesloten en van bovenaf verder afgedicht. De trambrug ligt in 2017 troosteloos tussen twee groene koepels over de afgedichte verkeerstunnel. Tot het faillissement in 2021 was kinderspeelplaats TunFun in de voormalige voetgangerstunnel gevestigd. Sindsdien Vrog, een clubhuis voor urban sporters. De graffiti is gebleven, net als de witte strepen op het asfalt die het einde van de rijbanen aangeven.

## Voor 1930

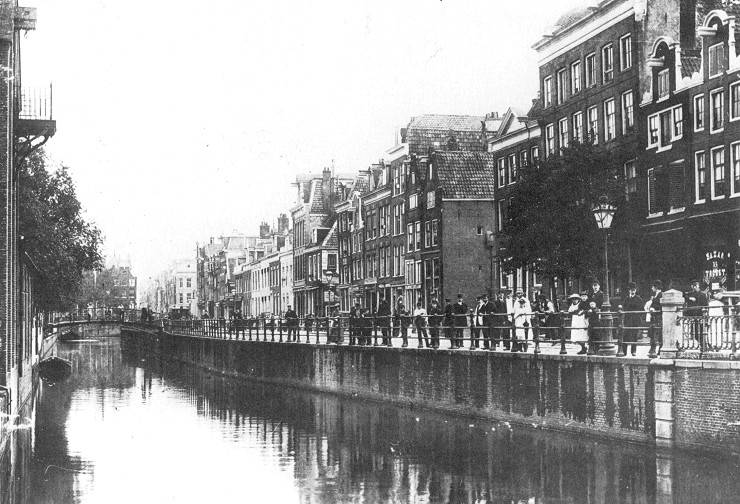
Brug 85 in circa 1930

De voormalige brug 85 lag in het verlengde van de Derde Weteringdwarsstraat en overspande de Vijzelgracht. Er lag hier eeuwenlang een brug. Op de kaart van Daniël Stalpaert uit 1662 komt de brug nog niet voor, wel is daarop al enige bebouwing te zien. Met name het Walenweeshuis, het latere Maison Descartes, is als groot bouwwerk te zien. Op de kaart van Jacob Bosch uit 1679 met de Vierde Uitleg is wel al een brug ingetekend. Op de kaart van Frederik de Wit uit 1688 is de brug wel te zien, dan zijn bijna alle kavels hier volgebouwd. De laatste brug die hier neergelegd werd stamde uit mei 1883. Tijdens slechts enkele dagen stremming van scheepvaartverkeer werd er een ijzeren loopbrug geplaatst op de oude walhoofden. Aangezien stadsarchitect Bastiaan de Greef en zijn assistent  Willem Springer toen verantwoordelijk waren voor de bruggenbouw voor de Publieke Werken, zal het ontwerp van hun afkomstig zijn, al vermeldt de bouwtekening geen naam (ontwerpen voor bouwwerken werden gezien als werk van de gehele afdeling). De Vijzelgracht werd gedempt, in mei 1934 lag de brug er nog, maar daarna verdween ze.
1 · 2 · 3 · 4 · 5 · 6 · 7 · 8 · 9 · 10 · 11 · 12 · 13 · 14 · 15 · 16 · 17 · 18 · 19 · 20 · 21 · 22 · 23 · 24 · 25 · 26 · 27 · 28 · 29 · 30 · 31 · 32 · 34 · 35 · 36 · 37 · 38 · 39 · 40 · 41 · 42 · 43 · 44 · 45 · 46 · 47 · 48 · 49 · 50 · 51 · 52 · 53 · 54 · 55 · 56 · 57 · 58 · 59 · 60 · 61 · 62 · 63 · 64 · 65 · 66 · 67 · 68 · 69 · 70 · 71 · 72 · 73 · 74 · 75 · 76 · 77 · 78 · 79 · 80 · 81 · 82 · 84 · 85 · 86 · 87 · 88 · 89 · 90 · 91 · 92 · 93 · 94 · 95 · 96 · 97 · 98 · 99 · >>>
Brugnummers 33 en 83 zijn niet (meer) vergeven